# Gisella Naturale
Gisella Naturale (San Giovanni Rotondo, 3 giugno 1969) è una politica italiana, senatrice della XVIII legislatura per il Movimento 5 Stelle.

## Biografia
Nata a San Giovanni Rotondo, vive a Torremaggiore.
Dopo la maturità classica, ottiene la licenza complementare di Teoria, Solfeggio e dettato musicale presso il Conservatorio di Rodi Garganico e nel 1997 si laurea in DAMS presso la facoltà di Lettere e Filosofia dell'Università di Bologna. Nel 2002 consegue l'abilitazione per l'insegnamento, svolgendo poi l'attività di insegnante privata di italiano e musica.
È sposata e ha due figlie.

## Attività politica
Inizia la propria attività politica iscrivendosi al Movimento 5 Stelle nel 2015.
Nel 2016 si candida con il M5S per ricoprire la carica di sindaco di Torremaggiore e ottiene 769 preferenze (il 7,69% dei voti), senza accedere al ballottaggio né risultare eletta.
Nel 2018, alle cosiddette "parlamentarie" del Movimento 5 Stelle, viene selezionata online per le elezioni con 177 preferenze. Alle elezioni politiche del 2018 è eletta al Senato della Repubblica nel collegio plurinominale Puglia - 01.
Dal 21 giugno 2018 al 3 luglio 2018 è stata componente della V Commissione permanente (Bilancio) e successivamente componente della IX Commissione permanente (Agricoltura e produzione agroalimentare) della quale è capogruppo per il Movimento 5 Stelle da luglio 2020.
Alle elezioni politiche del 2022 viene candidata al Senato per il M5S nel collegio uninominale Puglia - 01 (Foggia) e in seconda posizione nel collegio plurinominale Puglia - 01. All’uninominale ottiene il 37,32% e viene sconfitta dall’avversaria del centro-destra Anna Maria Fallucchi (37,89%) per soli 1.400 voti, mentre risulta eletta al plurinominale.